# 溪丽鲷属
溪麗鯛屬，是條鰭魚綱䲁形目麗魚科下的一個屬。

## 分類
本屬屬於褶唇麗魚亞科，目前被認可的種如下：
- 奧氏溪麗鯛 Astatoreochromis alluaudi
- 斯氏溪麗鯛 Astatoreochromis straeleni
- 範氏溪麗鯛 Astatoreochromis vanderhorsti